# Microcharon othrys
Microcharon othrys är en kräftdjursart som beskrevs av Roberto Argano och Giuseppe L. Pesce1979. Microcharon othrys ingår i släktet Microcharon och familjen Microparasellidae. Inga underarter finns listade i Catalogue of Life.